# Horsnäsamossen
Horsnäsarmossen är ett naturreservat i Ljungby kommun i Kronobergs län.
Reservatet är 765 hektar stort och skyddat sedan 2008. Det består av ett myrkomplex som ligger några kilometer öster om Ljungby. I söder gränsar det till naturreservatet Gölsjömyren.

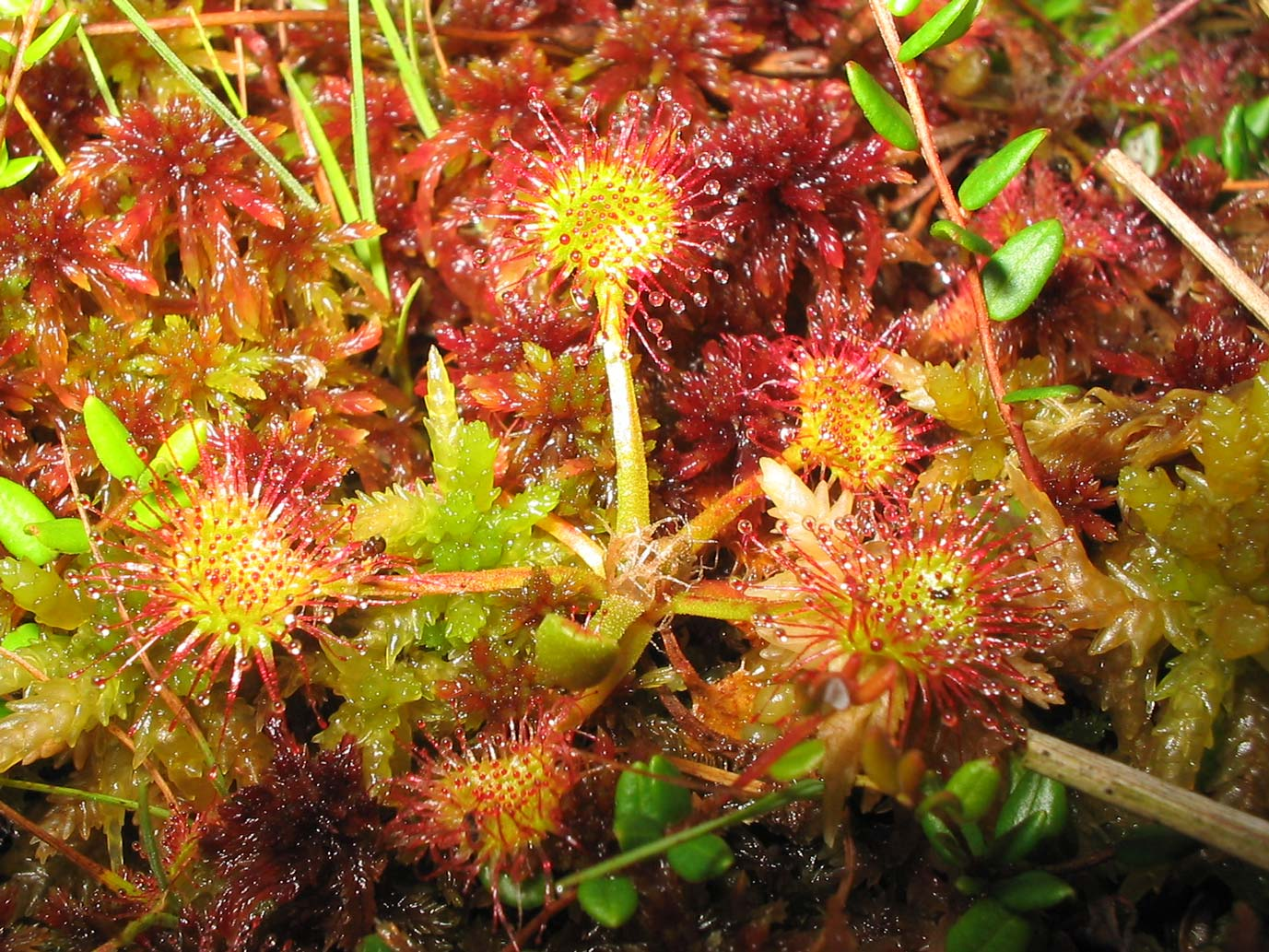
Rundsileshår

Myren är väl bevarad och innehåller ovanligt stora kärrdråg. I kanterna av myrområdena finns kantzoner med främst sumpskogar av tall.  Flera källor och bäckar bildar sumpskogspartier i området. Av trädslagen dominerar tall och gran men en del lövträd förekommer också.
Det förekommer ett rikt fågelliv på myren med bl.a. rödbena, trana, ljungpipare, tofsvipa och storspov. Även tjäder och orre förekommer. Hackspettar gillar skogens rikedom på död ved. 